# アホルド・ムクジ
アホルド・ムクジ（Harold Moukoudi, 1997年11月27日 - ）は、カメルーンのサッカー選手。ポジションはDF。AEKアテネFC所属。ハロルド・ムクディとも表記される。

## 経歴
2016年10月11日のクレルモン・フット戦でデビューを果たした。
2019年7月、ASサンテティエンヌに移籍した。
2022年8月18日、AEKアテネFCへの加入が発表された。

### 代表歴
フランスに生まれ、カメルーンの血を引く。年代別代表ではフランス代表を選択した。2019年10月12日のチュニジア代表戦でカメルーンのA代表デビュー。